# Inga Kalna
Inga Kalna (geboren 1972 in Riga) ist eine lettische Opernsängerin der Stimmlage Sopran.

## Leben
Kalna studierte Gesang und Musikwissenschaft an der Lettischen Musikakademie und an der Royal Academy of Music in London. Nach ihrem erfolgreichen Debüt als Pamina in Mozarts Zauberflöte an der Lettischen Nationaloper sang sie an diesem Haus u. a. auch die Gilda im Rigoletto und die Mimi in La Bohème, sowie die Titelpartien in Alcina und Lucia di Lammermoor. Zweimal gewann sie den Lettischen Theaterpreis, dreimal wurde sie mit dem Großen Musikpreis Lettlands ausgezeichnet. 
1999 wurde sie Mitglied des Internationalen Opernstudios an der Hamburgischen Staatsoper und war von 2001 bis 2007 Ensemblemitglied an diesem Haus, an dem sie nach wie vor als Gast auftritt. In Hamburg stellte und stellt die Sängerin die Breite ihres Repertoires unter Beweis, welches vom Barock bis in die Gegenwart reicht. In der Hansestadt sang sie die Barena in Janáčeks Jenůfa und die Xenia im Boris Godunow, Olympia, Antonia und Stella in Les Contes d’Hoffmann, Figaro-Gräfin, Gilda, Mimi und Lucia, die Alcina und die Adina in L’elisir d’amore und konnte als Violetta Valéry in La traviata einen nachhaltigen persönlichen Erfolg erringen. Auch war sie in Premieren von Rossinis Il turco in Italia (als Fiorilla), von Hindemiths Mathis der Maler  und Mozarts Idomeneo (als Ilia) zu erleben. Weiters sang sie in Hamburg in Neuproduktionen von Henzes We come to the River, Poulenc' Dialogues des Carmélites und Keisers Der lächerliche Prinz Jodelet
Weitere Verpflichtungen führten sie an die De Nederlandse Opera in Amsterdam, das Théâtre de la Monnaie in Brüssel und die Vlaamse Opera in Antwerpen und Gent, die Opernhäuser von Tampere, Lausanne und Toulouse, sowie ans Bolschoi in Moskau. 2006 debütierte sie als Erste Dame in Mozarts Zauberflöte bei den Salzburger Festspielen, 2007 als Händels Alcina an der Opéra National de Paris, 2009 in derselben Rolle an der Mailänder Scala. Eine enge Zusammenarbeit verbindet Kalna mit zwei Dirigenten, die als Barock-Experten bekannt wurden: Unter Marc Minkowski debütierte sie als Alcina an der Wiener Staatsoper, als Piacere in Il trionfo del tempo e del disinganno an der Berliner Staatsoper, sowie als Cinna in Lucio Silla bei der Salzburger Mozartwoche, bei den Salzburger Festspielen und am Gran Teatre del Liceu in Barcelona. Unter René Jacobs gastierte sie bei den Dresdner Musikfestspielen, den Innsbrucker Festwochen der Alten Musik, an der Berliner Staatsoper und beim Festival d’Aix-en-Provence.
Neben den genannten Rollen beinhaltet ihr umfangreiches Repertoire auch Mozarts Donna Anna, Elettra und Fiordiligi, Verdis Desdemona, sowie die Titelrollen in Donizettis Maria Stuarda und Händels Agrippina. 
Kalna ist auch als Lied- und Konzertsängerin zu hören, beispielsweise in Passionen von Bach und in Messen von Beethoven, Gounod, Mozart, Brahms, Verdi und Fauré, sowie mit Strauss’ Vier letzten Liedern oder Mahlers Vierter. Sie hat mit namhaften Dirigenten wie Gerd Albrecht, Colin Davis, Andrea Marcon, Ingo Metzmacher, Riccardo Muti, Trevor Pinnock, Stefan Soltesz, Marc Soustrot und Simone Young zusammen gearbeitet.

## Aufnahmen (Auswahl)
- Händel: Rinaldo. Mit Vivica Genaux, Christophe Dumaux, Miah Persson, James Rutherford, Inga Kalna, Lawrence Zazzo, Dominique Visse; Dirigent: René Jacobs; Freiburger Barockorchester, Harmonia Mundi 2003
- Hindemith: Mathis der Maler. Dirigent: Simone Young, Oehms Classics
- Keiser: Der lächerliche Prinz Jodelet
- Mozart: Die Zauberflöte
- Vivaldi: Motezuma. Dirigent: Alan Curtis, DGG/Archiv